# コマロフ (小惑星)
コマロフ (1836 Komarov) は、小惑星帯の小惑星である。1971年7月26日にニコライ・チェルヌイフがクリミア天体物理天文台で発見した。
ソユーズ1号に搭乗し、世界で初めてミッション中に事故死した宇宙飛行士のウラジーミル・コマロフにちなんで命名された。